# Mouriri micranthera
Mouriri micranthera är en tvåhjärtbladig växtart som beskrevs av Thomas Morley. Mouriri micranthera ingår i släktet Mouriri och familjen Melastomataceae.
Artens utbredningsområde är Colombia. Inga underarter finns listade i Catalogue of Life.